# Gerda Taro
Gerda Taro, född Gerda Pohorylle den 1 augusti 1910 i Stuttgart, Tyskland, död  26 juli 1937 i Brunete nära Madrid, Spanien, var en tysk bildjournalist. Hon var krigsfotograf under spanska inbördeskriget och avled i samband med den republikanska arméns reträtt vid staden Brunete utanför Madrid. Hon var fotografen Robert Capas kollega och livskamrat.

## Biografi
Gerda Taro föddes som Gerda Pohorylle i Stuttgart 1910 i en tysk-judisk medelklassfamilj. Hon gick under många år i internatskola i Lausanne i Schweiz. När nazisterna kom till makten i Tyskland 1933 sattes hon en tid i "skyddshäkte" för antinazistiska aktiviteter. Hösten samma år emigrerade hon till Paris. År 1934 lärde hon känna den ungerske fotografen Endre Friedmann (senare känd under namnet Robert Capa). Gerda började arbeta med Endre och de blev ett par. 1935 fick hon arbete som assistent till grundaren av byrån Alliance Photo och året efter erhöll hon sin presslegitimation.
Våren 1936 skapade Gerda Pohorylle och Endre Friedman personan Robert Capa, en känd amerikansk fotograf, till Endre och Gerda tog sig namnet Gerda Taro. Under sommaren bröt spanska inbördeskriget ut och Gerda Taro åkte tillsammans med Robert Capa till Spanien för den franska tidningen Vu:s räkning. De följde kriget på den republikanska arméns och Folkfrontens sida. Taro fick 1937 ett kontrakt för dagstidningen Ce soir och hennes bilder publicerades även i tidningarna Regards och Volks-Illustrierte.
Den 25 juli 1937 befann sig Gerda Taro vid krigsfronten utanför Madrid. Under den republikanska arméns panikartade reträtt blev hon skadad och avled av skadorna dagen efter. Den 1 augusti, som skulle ha varit hennes 27:e födelsedag, begravdes Gerda Taro på kyrkogården Père-Lachaise i Paris.

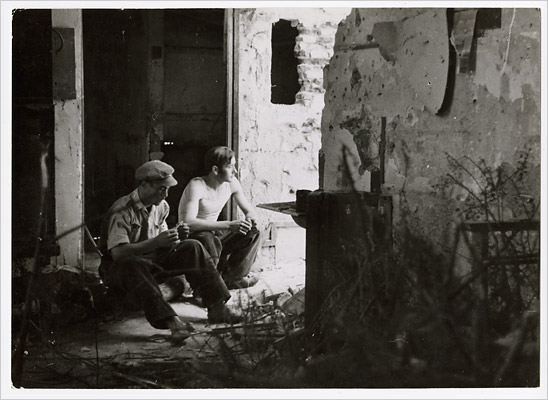
Republikanska "dinamiteros" i Madrid.
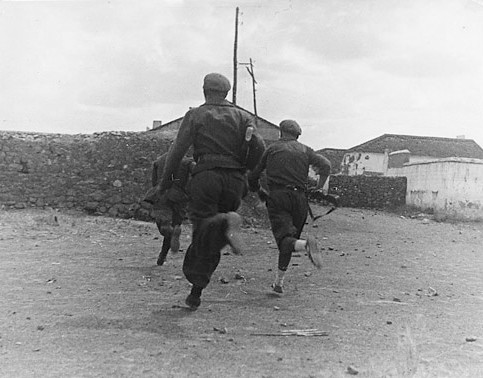
Republikanska soldater.
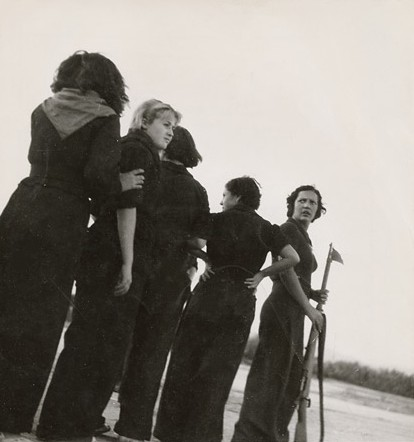
Kvinnor i republikanska armén under träning.